# Competenze chiave
Le competenze chiave, quali «combinazione di conoscenze, abilità e atteggiamenti», sono indicate dalla Raccomandazione del Consiglio dell'Unione europea del 22 maggio 2018 come condizioni interne che permettono alle persone di realizzarsi sotto il profilo personale, occupazionale e sociale in un mondo in costante cambiamento.
Le otto competenze chiave - tre riferite a saperi di base e cinque trasversali, tra cui la competenza digitale - indicate nella Raccomandazione del 2006 e ridefinite nella successiva Raccomandazione  del 2018, consentono di fronteggiare situazioni ed esigenze legate all'evoluzione della società, in una prospettiva di apprendimento lungo tutto l'arco della vita. L'individuazione di tali competenze nasce dal riconoscimento europeo del diritto di tutti ad avere un'istruzione, una formazione e un apprendimento permanente, e dall'esigenza di mettere a disposizione degli Stati membri uno strumento per costruire società «più uguali e democratiche».
Lo sviluppo delle competenze chiave mette gli individui in grado di comprendere argomenti, di applicare conoscenze per ottenere risultati e di agire o reagire nell'affrontare situazioni non note. Come base per un apprendimento permanente, esse debbono essere sviluppate sin dall'infanzia, in contesti educativi che mettano al centro la persona: di qui l'invito della Raccomandazione ai Paesi membri a migliorare la qualità dell'offerta di istruzione e formazione.

## Storia
La globalizzazione e la modernizzazione della fine del XX secolo e dei primi decenni del XXI, con le loro implicazioni sulla vita e sull'agire quotidiano, pongono le persone di fronte a problemi tra loro connessi che l'Europa intende affrontare: gli abbandoni precoci e l'insufficiente preparazione di base di una considerevole percentuale di quindicenni e di adulti, la disoccupazione, la salute, la sostenibilità ambientale e l'esclusione sociale.
Per quanto riguarda l'aspetto educativo, i documenti prodotti dall'Unione Europea, a cominciare dal Libro bianco su Istruzione e Formazione del 1995, intendono fornire un'unità pedagogica al sistema scolastico europeo. La scelta delle competenze chiave focalizza l'attenzione non più solamente su conoscenze condivise, ma sul risultato di un percorso e di uno sviluppo interiore di chi apprende, toccando le sue motivazioni personali e i suoi orientamenti verso la realtà. Questo approccio ha coinvolto le politiche dell'istruzione e della formazione negli Stati membri, che nel tempo hanno iniziato ad inserire, almeno in parte, le competenze chiave nei curricola. Un primo tentativo di definire le competenze chiave risulta essere stato fatto in Italia dalla Commissione nominata dal Ministro Luigi Berlinguer.

### L'individuazione delle competenze chiave nel Rapporto DeSeCo
Nel 2003, con il rapporto DeSeCo (Definition and Selection of Competencies), l'OCSE individua 9 competenze chiave, raggruppate all'interno delle seguenti tre categorie:
1. Utilizzo di strumenti in modo interattivo: gli strumenti qui intesi sono cognitivi, come ad esempio la lingua, sociali e fisici. Questo però non implica la mera conoscenza degli strumenti, ma richiede anche la capacità di creare e adattare le proprie conoscenze e capacità in relazione ad essi. Le competenze principali di questa categoria sono: capacità di utilizzare la lingua, i simboli e i testi; capacità di utilizzare le conoscenze e le informazioni; capacità di utilizzare le nuove tecnologie. Tutte queste competenze richiedono un uso interattivo (capacità di agire in correlazione o reciprocità con altri).
2. Agire in modo autonomo: questa capacità consiste nella creazione di un'identità personale per dare alla propria vita un significato, riuscire a esercitare un'autonomia relativa, nel senso di saper decidere, scegliere e agire in un contesto dato. In generale comunque per agire in autonomia è necessaria una propensione al futuro per capire il proprio ambiente e le dinamiche socio culturali in cui si e inseriti. All'interno di questa categoria è presente la capacità di difendere affermare i propri diritti, interessi, responsabilità, limiti e bisogni, la capacità di definire e realizzare programmi di vita e progetti personali e la capacità di agire in un quadro di insieme, in un contesto ampio.
3. Funzionamento di gruppi socialmente eterogenei (composti cioè da persone con caratteristiche socio-anagrafiche, abilità e culture differenti): necessario è per l'individuo la creazione di un capitale sociale. Fondamentale è l'acquisizione di competenze per poter apprendere, vivere e lavorare con gli altri. Le competenze essenziali sono: la capacità di stabilire buone relazioni con gli altri, la capacità di cooperare e la capacità di gestire e risolvere i conflitti. Tutte queste competenze sono correlate tra loro e dipendono dal contesto in cui si vogliono collocare.

### Criteri per la selezione delle competenze nel progetto DeSeCo
Come riportato dall'indagine CCP (Country Contribution Process) che è parte del progetto DeSeCo, non esiste un'unica descrizione delle competenze chiave, che sono soggette a notevoli differenze, a seconda dei Paesi di riferimento. Le competenze non possono essere trasmesse da individuo a individuo, ma devono essere apprese dal singolo attraverso un approccio riflessivo e critico all'interno di contesti e situazioni. Inoltre non sono statiche, ma possono essere soggette a cambiamenti. Per selezionare le competenze chiave sono indicati i seguenti criteri :
- devono essere misurabili e valutabili sia in ambito economico che sociale;
- devono portare vantaggi in vari ambiti della vita;
- devono poter essere universali.

### Le otto competenze chiave nellaRaccomandazionedel 18 dicembre 2006
Gli apprendimenti sviluppati dai sistemi di istruzione tradizionale sono necessari ma non sufficienti. L'Unione europea ha individuato nello sviluppo di competenze la via per rendere i cittadini capaci di rispondere a richieste complesse, facendo affidamento anche sulle risorse legate all'identità e alle caratteristiche individuali. Le competenze si descrivono come «combinazione di conoscenze, abilità e attitudini appropriate al contesto. Le competenze chiave sono quelle di cui tutti hanno bisogno per la realizzazione e lo sviluppo personali, la cittadinanza attiva, l’inclusione sociale e l’occupazione».
Esse sono:
1. comunicazione nella madrelingua;
2. comunicazione nelle lingue straniere;
3. competenza matematica e competenze di base in scienza e tecnologia;
4. competenza digitale;
5. imparare a imparare;
6. competenze sociali e civiche;
7. spirito di iniziativa e imprenditorialità;
8. consapevolezza ed espressione culturale

## Funzionamento

### Caratteristiche

#### Le competenze chiave nella Raccomandazione del 2018
La Raccomandazione del Consiglio europeo pubblicata nel 2018, evoluzione della prima, del 2006, ricorda agli Stati membri la necessità di prendere provvedimenti per il miglioramento della qualità dell'istruzione, considerati i mutamenti sociali ed economici, i bisogni formativi e occupazionali delle persone e le urgenze riguardanti la tutela salute e dell'ambiente.
La descrizione delle competenze chiave nella Raccomandazione del Consiglio del 2018 è articolata in conoscenze, ovvero le informazioni già stabilite necessarie per comprendere argomenti, in abilità, ovvero la capacità di eseguire processi. Il terzo componente delle competenze, indicato nel 2006 con il termine «attitudini» adeguate al contesto, viene sostituito da «atteggiamenti», nel senso di «disposizione della persona ad agire/reagire a idee, persone e situazioni». Si sottolinea il ruolo attivo della persona nell'apprendere, considerando i limiti dell'imparare attraverso la memorizzazione di fatti e procedure, rispetto all'apprendimento fondato sulle competenze chiave, il cui sviluppo porta a risultati quali:
(Raccomandazione del Consiglio del 22 maggio 2018, cit., punto 7), p. 2.)

##### Competenza alfabetica funzionale
La competenza alfabetica funzionale, la cui denominazione sostituisce la precedente «comunicazione nella madrelingua», può essere sviluppata nella lingua madre, ma anche nella lingua dell’istruzione scolastica e/o nella lingua ufficiale di un paese o di una regione; è la capacità di esprimersi utilizzando diversi mezzi, e interpretare concetti, pensieri, sentimenti, fatti e opinioni, in forma orale e scritta, e di interagire adeguatamente in modo creativo sul piano linguistico in un'intera gamma di contesti culturali e sociali. Ciò comporta la conoscenza del vocabolario e delle funzioni linguistiche, dei principali tipi di interazione verbale, di testi letterari e non letterari, delle principali caratteristiche dei diversi stili e registri, considerando la variabilità del linguaggio e della comunicazione a seconda dei contesti.
La disponibilità a dialogare in modo critico ma costruttivo, la consapevolezza dell’influenza della lingua sugli altri e la necessità di capire e usare la lingua in modo positivo e socialmente responsabile sono gli atteggiamenti che contraddistinguono tale competenza.

##### Competenza multilinguistica
La competenza multilinguistica, non più «comunicazione nelle lingue straniere», comprende le principali abilità richieste per la competenza alfabetica: essa si basa sulla capacità di comprendere, esprimere e interpretare concetti, pensieri, sentimenti, fatti e opinioni in forma sia orale sia scritta, attraverso l'apprendimento delle lingue in modo formale, non formale e informale per tutta la vita. Tale competenza è basata sulla capacità di effettuare mediazioni tra diverse lingue e mezzi di comunicazione, come indicato nel quadro comune europeo di riferimento, nonché tra diverse culture, comprendendone la dimensione storica e interculturale.
Il riconoscimento della diversità culturale , insieme con l’interesse e la curiosità per lingue diverse e per la comunicazione interculturale rappresenta un atteggiamento positivo della competenza, che presuppone anche il rispetto per il profilo linguistico individuale di ogni persona, inclusa la lingua materna di chi appartiene a minoranze.

##### Competenza matematica e competenza in scienze, tecnologie e ingegneria
La competenza matematica, basata sulla conoscenza dei numeri, delle misure e delle strutture, delle operazioni fondamentali e delle presentazioni matematiche di base, è l'abilità di sviluppare e applicare il pensiero matematico per risolvere una serie di problematiche quotidiane, attraverso l'utilizzo di modelli matematici di pensiero e di presentazione (formule, modelli, costrutti, grafici, diagrammi), nella consapevolezza degli ambiti in cui la matematica può essere d'aiuto. Un atteggiamento positivo di questa competenza riguarda il rispetto della verità, con la disponibilità a cercare le cause e a valutarne la validità.
Le competenze - non più «di base» - in campo scientifico e tecnologico, cui si aggiunge, rispetto alla precedente denominazione, l'ingegneria, si fondano sulla conoscenza dei principi di base del mondo naturale, i concetti, le teorie, i principi e i metodi scientifici fondamentali, le tecnologie e i prodotti e processi tecnologici. Tali competenze permettono l'applicazione di conoscenze e di metodologie che spiegano i meccanismi basilari del mondo naturale, la comprensione del metodo scientifico l'uso di dati e strumenti per raggiungere un obiettivo, nella consapevolezza dei progressi, dei limiti e dei rischi delle teorie, applicazioni e tecnologie scientifiche nella società.
L'analisi critica, la curiosità, l’interesse per la dimensione etica e l’attenzione alla sicurezza e alla sostenibilità ambientale rappresentano atteggiamenti positivi connessi a queste competenze.

##### Competenza digitale
La competenza digitale presuppone una solida consapevolezza e conoscenza della natura, del ruolo e delle opportunità delle tecnologie digitali nel quotidiano, nella vita privata, sociale e nel lavoro. Essa è supportata da abilità di base per reperire, valutare, conservare, produrre, presentare e scambiare informazioni, per comunicare e partecipare a reti collaborative, ma anche a sostegno del pensiero critico, della creatività e dell'innovazione. Le abilità necessarie comprendono: la capacità di cercare, raccogliere e trattare le informazioni e di usarle in modo critico, sistematico, accertandone la pertinenza, sapendo utilizzare con dimestichezza e spirito critico le tecnologie digitali per il lavoro, il tempo libero e la comunicazione.
La competenza digitale implica un atteggiamento critico e riflessivo, curioso rispetto ai futuri sviluppi, un approccio responsabile all'utilizzo degli strumenti, considerazione degli aspetti etici e attenzione alla sicurezza.

##### Competenza personale, sociale e capacità di imparare a imparare
La competenza personale, sociale e la capacità di imparare a imparare la cui denominazione sostituisce la precedente competenza, esclusiva, «imparare a imparare», si fonda sulla conoscenza dei codici di comportamento e della comunicazione, sulla consapevolezza di uno stile di vita salutare, del proprio stile di apprendimento e delle risorse interne ed esterne per orientarsi e realizzarsi. Essa consiste nella capacità di riflettere su se stessi, di gestire efficacemente il tempo e le informazioni, di lavorare con gli altri in maniera costruttiva, di mantenersi resilienti e di gestire il proprio apprendimento e la propria carriera. Comprende la capacità di far fronte all’incertezza e alla complessità, di imparare a imparare, di favorire il proprio benessere fisico ed emotivo, di mantenere la salute fisica e mentale, conducendo una vita attenta alla salute e orientata al futuro, provando empatia e gestendo il conflitto con un approccio favorevole e inclusivo.
È caratterizzata dalla disposizione ad affrontare i problemi per risolverli sia nell’apprendere sia nel gestire gli ostacoli e i cambiamenti, dall’intenzione di applicare quanto si è appreso in precedenza, facendo tesoro delle proprie esperienze, e dalla curiosità verso opportunità di apprendimento e sviluppo nei diversi contesti della vita.

##### Competenza in materia di cittadinanza
La competenza in materia di cittadinanza, la cui denominazione sostituisce la precedente «competenze sociali e civiche», si riferisce alla capacità di agire da cittadini responsabili e di partecipare pienamente alla vita civica e sociale, creando reti di fiducia verso gli altri. Si fonda sulla conoscenza dei concetti e dei fenomeni di base riguardanti gli individui, i gruppi, le organizzazioni lavorative, la società, l’economia e la cultura, le vicende contemporanee e i principali eventi della storia nazionale, europea e mondiale, con le loro interpretazioni critiche. Essa presuppone un interesse per gli sviluppi politici e socioeconomici, per le discipline umanistiche e per la comunicazione interculturale e la comprensione dei valori comuni dell’Europa.
Tale competenza prevede un atteggiamento responsabile e costruttivo nel rispetto dei diritti umani, con la disponibilità a superare i pregiudizi, a raggiungere compromessi ove necessario e a garantire giustizia ed equità sociali, partecipando ai processi decisionali democratici e alle attività civiche, sostenendo la diversità sociale e culturale, la parità di genere, la coesione sociale, stili di vita sostenibili, la promozione di una cultura di pace e non violenza, nonché della disponibilità a rispettare la privacy degli altri e ad essere responsabili in campo ambientale.

##### Competenza imprenditoriale
La competenza imprenditoriale, la cui denominazione sostituisce la precedente «spirito di iniziativa e imprenditorialità», è fondata sulla conoscenza dell’economia, delle opportunità e delle sfide sociali, economiche e dello sviluppo sostenibile, delle organizzazioni o della società, dei principi etici, degli approcci di programmazione e gestione dei progetti. Comprende la capacità di trasformare le idee e le opportunità individuate in valori per gli altri nell’ambito di attività personali, sociali e professionali. Questo avviene tramite la creatività, il pensiero critico e la perseveranza, con la capacità di lavorare, sia individualmente sia in modalità collaborativa in gruppo, di mobilitare risorse (umane e materiali), di mantenere il ritmo dell’attività e di gestire rischi e incertezza. Questa competenza richiede di saper lavorare sia in gruppo che in modo individuale, motivando gli altri e valorizzando le loro idee, nella consapevolezza dei propri punti di forza e di debolezza.
Spirito d’iniziativa e autoconsapevolezza, proattività, lungimiranza, coraggio e perseveranza nel raggiungimento degli obiettivi applicando approcci etici caratterizzano l'atteggiamento imprenditoriale, con la disposizione a provare empatia, prendendosi cura delle persone e del mondo e accettando la responsabilità.

##### Competenza in materia di consapevolezza ed espressione culturali
La competenza in materia di consapevolezza ed espressione culturali si fonda sulla conoscenza delle culture, comprese le lingue e le tradizioni, e delle espressioni locali, nazionali, regionali, europee e mondiali, comprendendo le possibilità di reciproca influenza di tali espressioni e degli effetti sulle idee dei singoli individui. Nell'approccio alle arti e alle altre forme culturali quali strumenti per interpretare e plasmare il mondo, prevede la capacità di riconoscere e realizzare le opportunità di valorizzazione personale, sociale o commerciale mediante le arti e altre forme culturali e la capacità di impegnarsi in processi creativi, sia individualmente sia collettivamente.
Tale competenza richiede un atteggiamento di apertura e curiosità per immaginare nuove possibilità, con la disponibilità a partecipare a esperienze culturali; presuppone il rispetto nei confronti delle diverse manifestazioni dell’espressione culturale, e un approccio etico e responsabile alla titolarità intellettuale e culturale.

### Le competenze chiave nei percorsi scolastici dei Paesi europei (2012)
La Raccomandazione del 2006 relativa a competenze chiave per l'apprendimento permanente, e così la successiva del 2018, nel sottolineare che «le persone costituiscono la risorsa più importante dell’Europa», invita gli Stati membri a sviluppare «l'offerta di competenze chiave per tutti nell'ambito delle loro strategie di apprendimento permanente, tra cui le strategie per l'alfabetizzazione universale».
Il processo di riforma prospettato dai documenti europei interessa l’istruzione e la formazione, non solo iniziale ma anche degli adulti, prevedentdo forti connessioni con la politica dell'occupazione e la politica sociale, culturale, dell'innovazione e con altre politiche giovanili, mediante la collaborazione con le parti sociali e altri interessati.
A sei anni di distanza dalla prima pubblicazione del 2006, nel 2012, un rapporto di Euridyce illustra le modalità con cui i Paesi europei si stanno attrezzando per rispondere all'invito della Raccomandazione, introducendo le competenze chiave nei percorsi scolastici: alcuni prevedono l’integrazione dell’intera gamma delle competenze chiave, altri alcune specifiche abilità. In gran parte, risulta che i Paesi abbiano sviluppato almeno tre competenze chiave; nella quasi totalità, le competenze digitali e imprenditoriali.
Nel 2012, due terzi dei paesi europei hanno delineato una strategia nazionale per competenze chiave abbastanza agevolmente riferibili alle tradizionali discipline (lingua materna, matematica e scienze), sulle otto del quadro. Punta, ad esempio, su due competenze chiave l’Irlanda che, nel suo piano 2011-2020 intende assicurare a ciascun bambino e giovane lo sviluppo delle competenze linguistiche e numeriche, sottolineando la necessità di un maggiore impegno verso gli studenti con specifici bisogni di apprendimento. Prevede a tal fine, attraverso un programma di riforma, interventi formativi rivolti agli insegnanti e ai capi di istituto, e un maggiore coinvolgimento dei genitori e della comunità.
Le competenze chiave trasversali sono insegnate come materia a sé stante, oppure come parte di un curricolo o ancora di un’area di apprendimento e possono anche essere proposte durante tutto il percorso scolastico, con tutti gli insegnanti responsabili dell’offerta. Nonostante le indicazioni dei curricoli stabiliti dalle autorità centrali, di fronte alla difficoltà di integrazione delle competenze trasversali nelle altre materie, si predispongono linee guida specifiche e supporti per gli insegnanti, associando la definizione degli obiettivi di apprendimento ad ogni area curricolare di riferimento.
Un diverso grado di diffusione riguarda anche le competenze - trasversali, o cross-curricolari o interdisciplinari considerate dal Rapporto di Eurydice: 
- Competenza digitale: integrata nel curricolo a livello primario e secondario in quasi tutti i Paesi europei ma, diversamente dalle altre competenze chiave, è oggetto di una specifica strategia nazionale che, oltre alla scuola, può riguardare più settori (ad esempio l’e-government o la connessione a banda larga). Non frequentemente la competenza digitale è integrata nell’insegnamento della matematica, delle scienze e delle lingue, anche in presenza di ampia disponibilità di computer.
- Competenza “spirito di iniziativa e imprenditorialità”: è presente nelle strategie nazionali di un terzo dei Paesi europei, e viene prevista prevalentemente a partire dal livello secondario. In Danimarca, la strategia del 2009 per l’educazione e la formazione all’imprenditorialità negli istituti di istruzione si caratterizza per un partenariato tra quattro ministeri: il Ministero delle scienze, dell’innovazione e dell’istruzione superiore, il Ministero della cultura, il Ministero della gioventù e dell’educazione e il Ministero dell’economia e della crescita, con un investimento attivo nella formazione all’imprenditorialità.
- Competenze sociali e civiche:  le strategie nazionali riguardano, nel 2012, meno della metà dei Paesi. Nella Comunità francese del Belgio, ad esempio, sulla base di un decreto parlamentare del 2007 sull’educazione alla cittadinanza nelle scuole primarie e secondarie, si prevedono attività tematiche interdisciplinari, la creazione di organi di rappresentanza degli studenti a scuola e l’insegnamento di diversi argomenti all’interno di varie materie. Una commissione di esperti composta da insegnanti, nel 2009, ha pubblicato un documento di riferimento intitolato “Essere e diventare cittadini” e strumenti didattici per insegnare e valutare l’educazione alla cittadinanza nell’istruzione secondaria superiore.

#### Integrazione delle otto competenze chiave nel sistema educativo, in Spagna
La Spagna già nel 2006 definisce il curricolo comune di base dell’istruzione obbligatoria per tutto il paese, esplicitando, quale presupposto, la necessità di sviluppare fin dalla prima infanzia, accanto alle capacità cognitive, le competenze trasversali. Stabilendo che sia il governo «a disegnare il curriculum di base in relazione agli obiettivi, competenze, contenuti, criteri di valutazione e risultati di apprendimento valutabili», nei regolamenti dell’istruzione primaria e secondaria si descrivono il modo in cui ogni area o materia contribuisce allo sviluppo delle otto competenze chiave, definite «di base», le relazioni tra le competenze, i contenuti e i criteri di valutazione, in tutto il territorio spagnolo. Sono previste anche strategie specifiche per la lingua materna (lettura), le lingue straniere, le scienze, la competenza digitale e lo spirito di iniziativa e imprenditorialità.

#### Integrazione delle otto competenze chiave nel sistema educativo, in Italia
Negli anni successivi alla pubblicazione della Raccomandazione del 2006 e a quella del 2018 anche in Italia le competenze chiave sono state progressivamente inserite dal Ministero dell'Istruzione nel sistema scolastico, dalla scuola dell'infanzia alla conclusione della scuola secondaria di secondo grado, come oggetto di attività e nei profili degli studenti:
- nel 2007, nelle norme sull'innalzamento degli anni per l'assolvimento dell'obbligo d'istruzione[13]: nella definizione degli apprendimenti riferiti al primo biennio comune di frequenza del secondo ciclo, relativo ai percorsi di istruzione e di istruzione e formazione professionale, con esplicito riferimento alla Raccomandazione del 2006, si definiscono gli apprendimenti «riferiti ai quattro assi culturali (dei linguaggi, matematico, scientifico–tecnologico,storico-sociale) [...]» che caratterizzano «percorsi orientati all’acquisizione delle competenze chiave» come «base per consolidare e accrescere saperi e competenze in un processo di apprendimento permanente, anche ai fini della futura vita lavorativa». I saperi integrati degli assi culturali si integrano a loro volta con le competenze trasversali (dette «di cittadinanza»);
- nel 2008, nell'art. 1 della legge 169/2008[14], viene previsto lo sviluppo di conoscenze e competenze trasversali relative a «Cittadinanza e Costituzione»; sono interessate le aree storico-geografica e storico-sociale delle scuole del primo e del secondo ciclo. Sono comprese le scuole dell'infanzia. Sono a tal fine previste la «sensibilizzazione e [...] formazione del personale».  L'articolo è stato successivamente abrogato e sostituito nel 2019 con l' «Introduzione dell'insegnamento scolastico dell'educazione civica», prevista dalla legge 92/2019[15], per la cui applicazione sono state predisposte  Ministero dell'Istruzione, Allegato A - Linee guida per l’insegnamento dell’educazione civica, su miur.gov.it.
- nel 2010, nelle norme di riordino del secondo ciclo[16]: i regolamenti e negli allegati - Indicazioni nazionali dei licei e, in modo più esplicito, Linee guida degli istituti tecnici e degli istituti professionali[17] - presentano il quadro di riferimento al quale riportare le discipline, in particolare le discipline dell'area generale, più immediatamente collegate con le competenze chiave linguistiche, matematiche e scientifiche; insieme con suggerimenti relativi all'integrazione delle competenze chiave, per ciascun percorso è descritto il profilo generale con le competenze attese, così come per ciascuna disciplina (ad esempio, per gli Istituti tecnici, una competenza attesa nella disciplina generale "Italiano" viene così descritta: «individuare e utilizzare gli strumenti di comunicazione e di team working più appropriati per intervenire nei contesti organizzativi e professionali di riferimento»); le competenze sono articolate in conoscenze e abilità;
- nel 2012, nelle Indicazioni nazionali per il curricolo della scuola dell'infanzia e del primo ciclo d'istruzione[18] viene dichiarato l'intento di «promuovere e consolidare le competenze culturali basilari e irrinunciabili tese a sviluppare progressivamente, nel corso della vita, le competenze-chiave europee» che vengono riprese nel «Profilo delle competenze al termine del primo ciclo di istruzione» (ad esempio nel profilo si prevede uno studente che «dimostra una padronanza della lingua italiana tale da consentirgli di comprendere enunciati e testi di una certa complessità, di esprimere le proprie idee, di adottare un registro linguistico appropriato alle diverse situazioni; nell’incontro con persone di diverse nazionalità è in grado di esprimersi a livello elementare in lingua inglese e di affrontare una comunicazione essenziale, in semplici situazioni di vita quotidiana, in una seconda lingua europea; utilizza la lingua inglese nell’uso delle tecnologie dell’informazione e della comunicazione»; analogamente, con riferimento alle singole discipline, riferimenti alle competenze chiave si colgono nei «traguardi per lo sviluppo delle competenze» a conclusione della scuola primaria e della scuola secondaria di primo grado;
- nel 2017, nelle norme di revisione dell'istruzione professionale[19]: si estendono al quinquennio gli assi culturali, con una forte spinta verso l'interconnessione tra le discipline e l'integrazione delle competenze chiave trasversali: ad esempio la prima competenza attesa dell'area generale viene così descritta: «agire in riferimento ad un sistema di valori, coerenti con i principi della Costituzione, in base ai quali essere in grado di valutare fatti e orientare i propri comportamenti personali, sociali e professionali»;
- nel 2019, nelle Linee Guida ai percorsi per le competenze trasversali e per l'orientamento[20], le quattro competenze chiave trasversali - «la competenza personale, sociale e la capacità di imparare a imparare, la competenza in materia di cittadinanza, la competenza imprenditoriale, la competenza in materia di consapevolezza ed espressione culturali» - sono integrate in tutti i percorsi dell'istruzione secondaria di secondo grado, attraverso il concreto inserimento degli apprendimenti attesi nella programmazione dei Consigli di classe e nella stessa programmazione disciplinare dei docenti.

Per quanto riguarda l'integrazione delle competenze chiave nella programmazione dell'istruzione degli adulti, l'«innalzamento e aggiornamento dei livelli di alfabetizzazione e di qualificazione della popolazione adulta , con prioritaria attenzione delle competenze chiave per la cittadinanza e l’occupabilità» viene indicata quale linea di azione nel Piano strategico nazionale per lo sviluppo delle competenze della popolazione adulta redatto dal Tavolo interistituzionale sull’apprendimento permanente e approvato nel 2021 in Conferenza Unificata Stato Regioni; in tal senso si prevede il sostegno e l'ampliamento dell'attività dei CIPIA, le cui attività mirano alla «l’acquisizione delle competenze di base linguistiche e digitali, delle competenze chiave per l’apprendimento permanente, delle competenze di cittadinanza, nonché delle competenze previste dall’Agenda 2030 (pensiero creativo, pensiero critico, ecc.) tenuto conto di quanto previsto dalla Raccomandazione del Consiglio del 22 maggio 2018».